# Караваевская волость (Дмитровский уезд)
Караваевская волость (Короваевская волость) — волость в составе Дмитровского уезда Московской губернии Российской империи. Существовала до 1917 года. Центром волости было село Раменье.
В 1890 году в волости было 51 селение, число жителей составило 9115 человек. В селе Раменье располагалось волостное правление, в деревне Карамышево — квартира полицейского урядника.
По данным 1913 года в сёлах Куликово и Подмонастырская слобода, деревнях Борцово, Дутшево, Мишуково, Прокофово, Пановка, Стариково и Тимофеево имелись земские училища, в деревне Тишино — кожевенный завод. В селе Куликово также имелась церковно-приходская школа, в селе Раменье — земская больница, размещались волостное правление и квартира урядника.
В 1917 году Караваевская волость была упразднена. При этом селения Банино, Глазачево, Давыдково, Дедюхино, Клюшниково, Куликово, Нижнево, Тимофеево, Усть-Пристань и Фофаново были переданы в Рогачёвскую волость, Борцово, Быково, Глиньково, Дрочево, Дутшево, Исаково, Караваево, Карамышево, Куминово, Маншино, Меленки, Мироново, Назарово, Новое Село, Прокопово, Раменье и Ступино — в Раменскую волость, а Веретьево, Жуково, Иванцево, Липино, Мельдино, Мишуково, Ольховик, Павловка, Пантелеево, Стариково, Страшево, Усть-Стрелка, Фёдоровка, Филиппово и Юдино — в Стариковскую волость.